# Birgitta van Zweden (heilige)
Birgitta van Zweden (Finsta, c. 1303 – Rome, 23 juli 1373) was een rooms-katholiek mystica die wordt vereerd als heilige. Haar feestdag wordt gevierd op 23 juli. In 1999 verhief paus Johannes Paulus II haar samen met Catharina van Siena en Theresia-Benedicta van het Kruis (Edith Stein) tot co-patrones van Europa. Birgitta stichtte de kloosterorden van de birgittinessen en birgittijnen.
Birgitta is bekend geworden door haar visioenen en boodschappen, aan haar geopenbaard door, naar haar overtuiging, de Heer zelf. In de kluiskerk van Warfhuizen in Groningen wordt nog een fragment bewaard van de tafel waaraan ze schreef. Deze visioenen leggen een grote nadruk op het lijden van Christus en de "deelname" daaraan door de biddende gelovigen. Rond de tijd van de stichting van haar orde werden deze voor het eerst ter goedkeuring aan de paus voorgelegd.

## Biografie
Ze was de dochter van Birger Persson, adellijk rechter te Finsta, ten zuidoosten van Uppsala in Uppland, in het midden van Zweden. Al als kind had ze dikwijls visioenen. Ze werd in 1316 op jonge leeftijd uitgehuwelijkt aan de edelman Ulf Gudmarsson; zij kregen acht kinderen. Een van deze kinderen (Catharina van Zweden) is eveneens als heilige bekend geworden. Birgitta en haar echtgenoot waren altijd zeer religieus, en nadat ze een bedevaart naar Santiago de Compostella hadden gemaakt, trad Ulf in bij de cisterciënzers.
Ze verzorgde de armen, smeed vriendschappen met theologen en was hofdame van de nieuwe koningin van Zweden, Blanca van Namen.
Birgitta begon haar leven als actief religieuze pas toen haar echtgenoot in 1344 overleed. Ze stichtte in 1346 in Vadstena het eerste klooster van de Orde van de Allerheiligste Verlosser, beter bekend als de birgittinessen. Er was ook een mannelijke tak, de birgittijnen, maar die stierven al snel uit en zijn pas eind 20e eeuw in de Verenigde Staten hersticht.
Op latere leeftijd verhuisde ze naar Rome en bemoeide zich met de kerkpolitiek. De paus resideerde in die tijd in het veiliger Avignon. Birgitta vond dat de paus moest terugkeren naar Rome, maar dit was niet naar de zin van de meeste Franse kardinalen. Uiteindelijk zou de heilige Catharina van Siena dit toch voor elkaar krijgen.

### De heilige Birgitta als componist
Net als haar beroemde tijdgenote Hildegard von Bingen was ook de heilige Birgitta actief als componist. Het is niet bekend hoeveel werk van haar bewaard is gebleven. Een bekend werk van haar hand is Cantus Sororum. Het label Raumklang bracht in 1997 een CD ervan uit, met daarop ook gezangen van Hildegard von Bingen (Symphonie harmoniae caelestium revelationum).